# Milford-on-Sea
Milford-on-Sea è un paese di 5 000 abitanti della contea dell'Hampshire, in Inghilterra.